# 臼井良介
臼井 良介（うすい りょうすけ、1980年11月22日 - ）は、日本の教育者。

## 来歴
愛知県知多市に生まれる。
島根大学法文学部言語文化学科を卒業後、2005年より島根県立隠岐島前高等学校常勤講師に就任した。
2006年に愛知県立常滑高等学校非常勤講師に転任。

## 著書
- 『～中小企業の社長さま用～朝礼で使える感動話』電子書籍（自費出版）、2011年